# Louis-Alexandre de Castiglione
Louis-Alexandre de Castiglione (Luzzara, 20 avril 1494 – Castel Goffredo, 19 juillet 1549) est un noble et condottiere italien, membre de la Maison de Gonzague.

## Biographie
Habituellement connu sous le nom d'Aloisio, d'autres sources l'appellent Aluigi, Loysio, Luigi ou Luigi Alessandro, il est le fils de Rodolphe de Castiglione et Caterina Pico della Mirandola.
Seigneur de Castel Goffredo, Castiglione et Solferino, il est le fondateur de deux branches cadettes de la famille Gonzague, connues sous le nom de "Gonzague de Castel Goffredo, Castiglione et Solferino" et "Gonzague de Castel Goffredo". Les deux branches s'éteignent en 1593.
Il utilise le palais Gonzaga-Acerbi pour abriter sa cour de 1511 à 1549. Il soutient le Saint-Empire romain et son chef Charles V. Charles lui rend visite en 1543 au palais Gonzaga-Acerbi.
Il est l'une des figures les plus importantes de l'histoire de Castel Goffredo. Il en fait la capitale de son petit marquisat de Castel Goffredo et est à l'origine de l'essentiel de son urbanisme.
Il est le grand-père de saint Louis de Gonzague.

## Descendance
Louis Alexandre et Caterina Anguissola ont eu trois enfants :
- Alphonse de Castel Goffredo (it) (1541 - 1592)
- Ferdinand Ier de Castiglione (it) (1544 - 1586)
- Horace de Solférino (it) (1545 - 1587)